# Трясохвіст рудокрилий
Трясохві́ст рудокрилий (Cinclodes comechingonus) — вид горобцеподібних птахів родини горнерових (Furnariidae). Ендемік Аргентини.

## Опис
Довжина птаха становить 17 см, вага 25-32 г. Верхня частина тіла коричнева, покривні пера крил рудуваті. Горло біле, поцятковане коричневими плямками. Груди, боки і нижні покривні пера хвоста коричневі, живіт білуватий. Крила коричневі з широкими рудуватими і чорними смугами. Хвіст чорнуватий, центральні стернові пера і кінчики крайних стернових пер рудуваті. Дзьоб чорнувато-коричневий, знизу і біля основи світліший. Лапи чорнувато-коричневі, очі темно-карі.

## Поширення і екологія
Рудокрилі трясохвости гніздяться на півночі центральної Аргентини (на заході Кордови, на північному сході Сан-Луїсу та в Мендосі). В негніздовий період вони мігрують на північ, в провінції Тукуман та на сході провінції Сантьяго-дель-Естеро). Рудокрилих трясохвостів спостерігали також в Катамарці і Формосі.
Рудокрилі трясохвости живуть на високогірних луках та серед скель, поблизу води. Зустрічаються поодинці або парами, на висоті від 1600 до 3300 м над рівнем моря. Живляться комахами, молюсками, пуголовками, іноді насінням. Сезон розмноження триває з жовтня по січень. Гніздо розміщується серед каміння, в тріщинах серед скель, в норах. В кладці 2-3 яйця розміром 19×25 мм. За пташенятами доглядають і самиці, і самці.